# Lake C
Der Lake C, in einigen Quellen auch Lake Komakorau genannt, ist ein kleiner See in der Region Waikato auf der Nordinsel von Neuseeland. Er gehört zu einer Gruppe von Seen, die mit Buchstaben bezeichnet sind und deren Reihe von „A“ bis „E“ reicht.

## Geographie
Der rund 2,6 Hektar große und bis zu 1 m tiefe Lake C befindet sich in einer landwirtschaftlich genutzten Gegend, rund 4,6 km nördlich der nördlichen Stadtgrenze von Hamilton. Rund 750 m westlich ist der Lake D zu finden und rund 270 m in südsüdöstlicher Richtung der Lake B. Das Gewässer misst eine Länge von rund 350 m in Nord-Süd-Richtung und besitzt eine maximale Breite von rund 160 m in Ost-West-Richtung. Der Umfang des Sees beträgt rund 1,3 km.
Die Oberfläche des komplett eingezäunten Torfsee befindet sich auf einer Höhe von 21,9 m. Der Wasserzulauf des Sees findet über den benachbarten See Lake B statt und der Ablauf nach Norden in ein weitverzweigtes Kanalsystem im Einzugsgebiet des Waikato River.